# پیشین‌کوترماهی
پیشین‌کوترماهی (نام علمی: Protosphyraena) نام یک سرده از تیره ستبرتنگان است.